# Љубан (Грчка)
Љубан или Либан (грч. Σκαλωτή, Скалоти) је насељено место у општини Драма у периферији Источна Македонија и Тракија, Грчка. Према попису из 2021. године био је 41 становник.
Према бугарском географу и историчару, Василу Канчову, у Љубану је 1900. године живело 400 Словена муслимана. Године 1923. муслиманско становништво је принудно исељено у Турску а на њихово место је насељено 26 грчких избегличких породица, којих је на попису из 1928. године било 125.